# جيانريكو تيديشي
جيانريكو تيديشي (1920 - 2020)، هو ممثل إيطالي.
ولد في ميلان في 20 أبريل 1920، وحصل على شهادة البكالوريوس في التربية من أكاديمية سيلفيو داميكو الوطني للفنون المسرحية، وفي أواخر الأربعينيات من القرن العشرين دخل إلى شركة المسرح «Andreina Pagnani - Gino Cervi» وحقق معها أول نجاح شخصي له بسبب أدائه في المسرحية الكوميدية «ذلك الرجل المحترم الذي جاء لتناول الغداء». كما قام بجولة في الولايات المتحدة والاتحاد السوفيتي وباريس ولندن.
توفي يوم 27 يوليو 2020 بمدينة بيتيناسكو عن عمر 100 سنة بالتمام والكمال.

## روابط خارجية
- جيانريكو تيديشي على موقع IMDb (الإنجليزية)
- جيانريكو تيديشي على موقع ألو سيني (الفرنسية)
- جيانريكو تيديشي على موقع ميوزك برينز (الإنجليزية)
- جيانريكو تيديشي على موقع أول موفي (الإنجليزية)
- جيانريكو تيديشي على موقع أول موفي (الإنجليزية)
- جيانريكو تيديشي على موقع قاعدة بيانات الأفلام السويدية (السويدية)
- جيانريكو تيديشي على موقع ديسكوغز (الإنجليزية)
- جيانريكو تيديشي على موقع قاعدة بيانات الفيلم (الإنجليزية)
- جيانريكو تيديشي على موقع كينوبويسك (الروسية)